# Ален II
Ален II (*Alain de Bretagne, бл. 981/982 —990) — герцог Бретані у 988—990 роках (як Ален II), граф Нанта (як Ален III). Деякі дослідники не вважають його за герцога, тому наступних правителів рахують від Алена Великого або Алена Кривої Бороди.

## Життєпис
Походив з династії Нанта. Син Гереха, герцога Бретані. Народився близько 981—982 років. Після вбивства його батька у 988 році став номінальним правителем Бретані. Втім фактично керувала його мати Аренбурга. Разом з тим тривала війна, що почалася у 975 році з родом графів Ренну, що також претендували на трон герцогства й контролювали північ Бретані.
У 990 році Ален II помер від хвороби або його було вбито Конаном I, графом Ренна, який того ж року захопив Нант.